# Josia tegyra
Josia tegyra är en fjärilsart som beskrevs av Druce 1899. Josia tegyra ingår i släktet Josia och familjen tandspinnare. Inga underarter finns listade i Catalogue of Life.